# Борінка
Борінка  (словац. Borinka) — село, громада округу Малацки, Братиславський край, південно-західна Словаччина, регіон Загоріє. Кадастрова площа громади — 15,79 км².
Населення 799 осіб (станом на 31 грудня 2017 року). Поруч протікає Ступавський потік.

## Історія
Борінка згадується в 1273 році.

## Населення
| Рік:            |
| Кількість осіб: |
| Різниця:        |
| --------------- |

| Рік:            |
| Кількість осіб: |
| Різниця:        |
| --------------- |